# Xian d'Anxin
Le xian d'Anxin (安新县 ; pinyin : Ānxīn Xiàn) est un district administratif de la province du Hebei en Chine. Il est placé sous la juridiction de la ville-préfecture de Baoding.

## Démographie
La population du district était de 397 815 habitants en 1999.